# Lioptilodes topali
Lioptilodes topali là một loài bướm đêm thuộc chi Lioptilodes, có ở Argentina. Loài bướm này bay vào tháng 3, tháng 5 và tháng 11, và có sải cánh khoảng 29-32 milimét.